# Rhinosimus alluaudii
Rhinosimus alluaudii es una especie de coleóptero de la familia Salpingidae.

## Distribución geográfica
Habita en Madagascar.